# یواس‌سی‌جی‌سی شرمن (دبلیواچ‌ئی‌سی-۷۲۰)
یواس‌سی‌جی‌سی شرمن (دبلیواچ‌ئی‌سی-۷۲۰) (به انگلیسی: USCGC Sherman (WHEC-720)) یک کشتی است که طول آن ۳۷۸ فوت (۱۱۵ متر) می‌باشد. این کشتی در سال ۱۹۶۸ ساخته شد.